# Scincosaurus
Genre
Espèces de rang inférieur
- † Scincosaurus crassus Frič, 1876
- † Scincosaurus spinosus Civet[2], 1982

Scincosaurus est un genre éteint de lepospondyles de l'ordre des Nectridea et de la famille des Scincosauridae ayant vécu en Europe au Carbonifère (Moscovien), il y a environ entre 315 et 307 Ma (millions d'années).
Ses fossiles ont été retrouvés en République tchèque près de Nýřany et en France dans le bassin houiller près de Montceau-les-Mines dans le département de Saône-et-Loire,.

## Liste d'espèces
Selon Paleobiology Database (7 octobre 2020) :
- Scincosaurus crassus Frič, 1876 †
- Scincosaurus spinosus Civet, 1982 †